# Neotomodon alstoni
Neotomodon alstoni és un mamífer rosegador de la família dels cricètids que habita exclusivament a les muntanyes del centre de Mèxic. És l'única espècie del gènere Neotomodon. L'espècie fou anomenada en honor del zoòleg escocès Edward Richard Alston.
Aquests rosegadors aconsegueixen una longitud corporal de 10 a 13 cm del cap al tors, i la cua fa de mitjana entre 8 i 11 cm. El seu pes és entre 40 i 60  g. Tenen pelatge dens i suau, de color gris fosc a les parts dorsals, amb matisos groguencs en els costats, i blanc al ventre. Els individus joves són de color gris uniforme. Les orelles són relativament grans i pràcticament sense pèl.
Viu a una altitud entre 2.400 i 4.960 msnm, a l'Eix Volcànic Transversal del centre del país, des de l'Estat de Michoacán fins a l'Estat de Veracruz. No es considera una espècie amenaçada, ja que hi ha poblacions saludables en parcs nacionals protegits, com el Pico de Orizaba, La Malinche, el Izta - Popo, l'Ajusco i el Nevado de Toluca. També es pot reproduir bé en captivitat. Es reprodueix tot l'any, encara que la quantitat de naixements és més gran d'abril a setembre. Les femelles tenen una mitjana de ventrada de 3,1 cries.
És d'hàbits nocturns i es troba associat a pastures. Els seus caus es construeixen entre les arrels. Pot habitar en pastures de muntanya (zacatonales), però també en boscos de coníferes i en boscos mixtos.